# Ruellia elegans
Ruellia elegans là một loài thực vật có hoa trong họ Ô rô. Loài này được Poir. miêu tả khoa học đầu tiên năm 1816.

## Hình ảnh

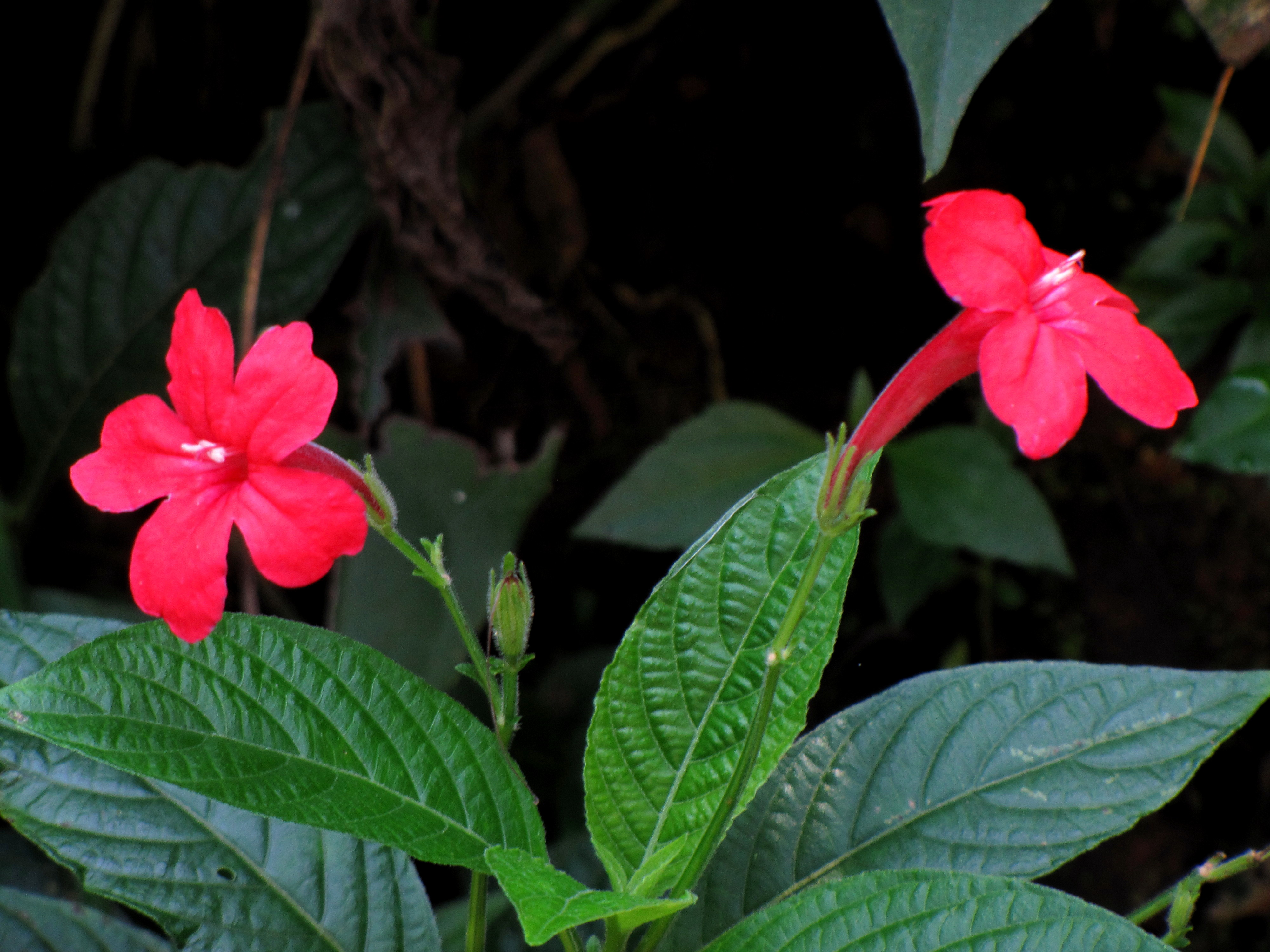
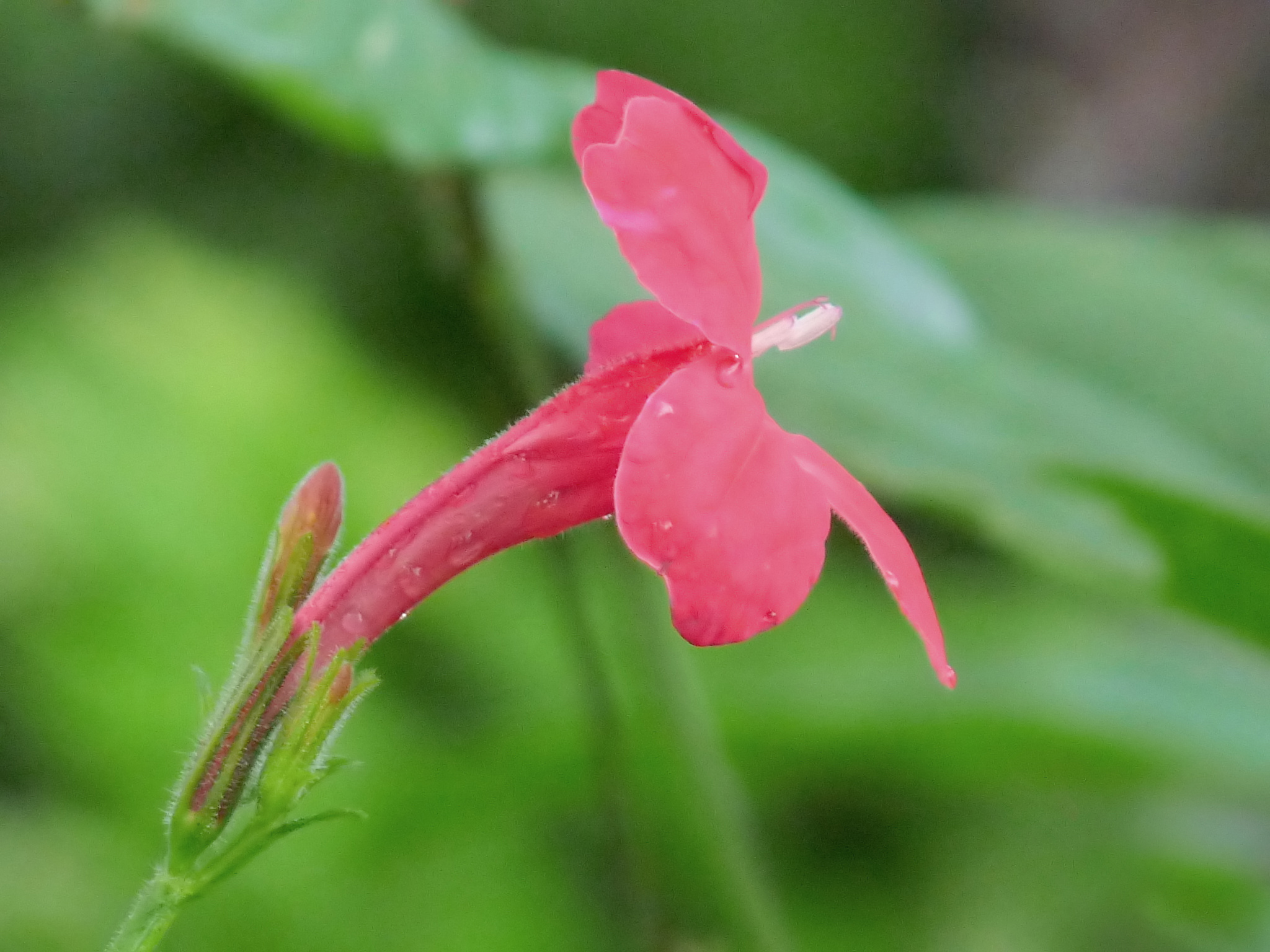
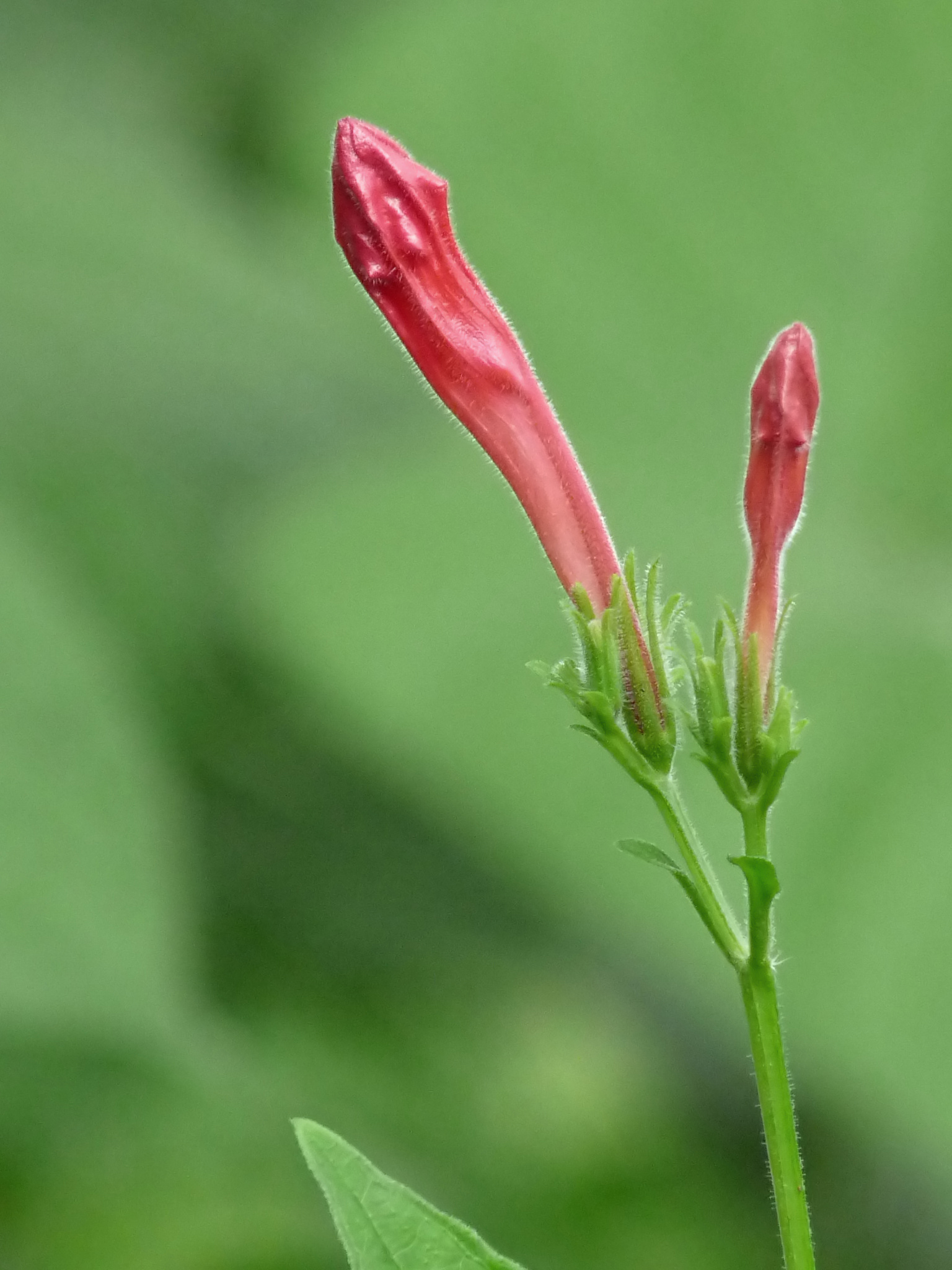
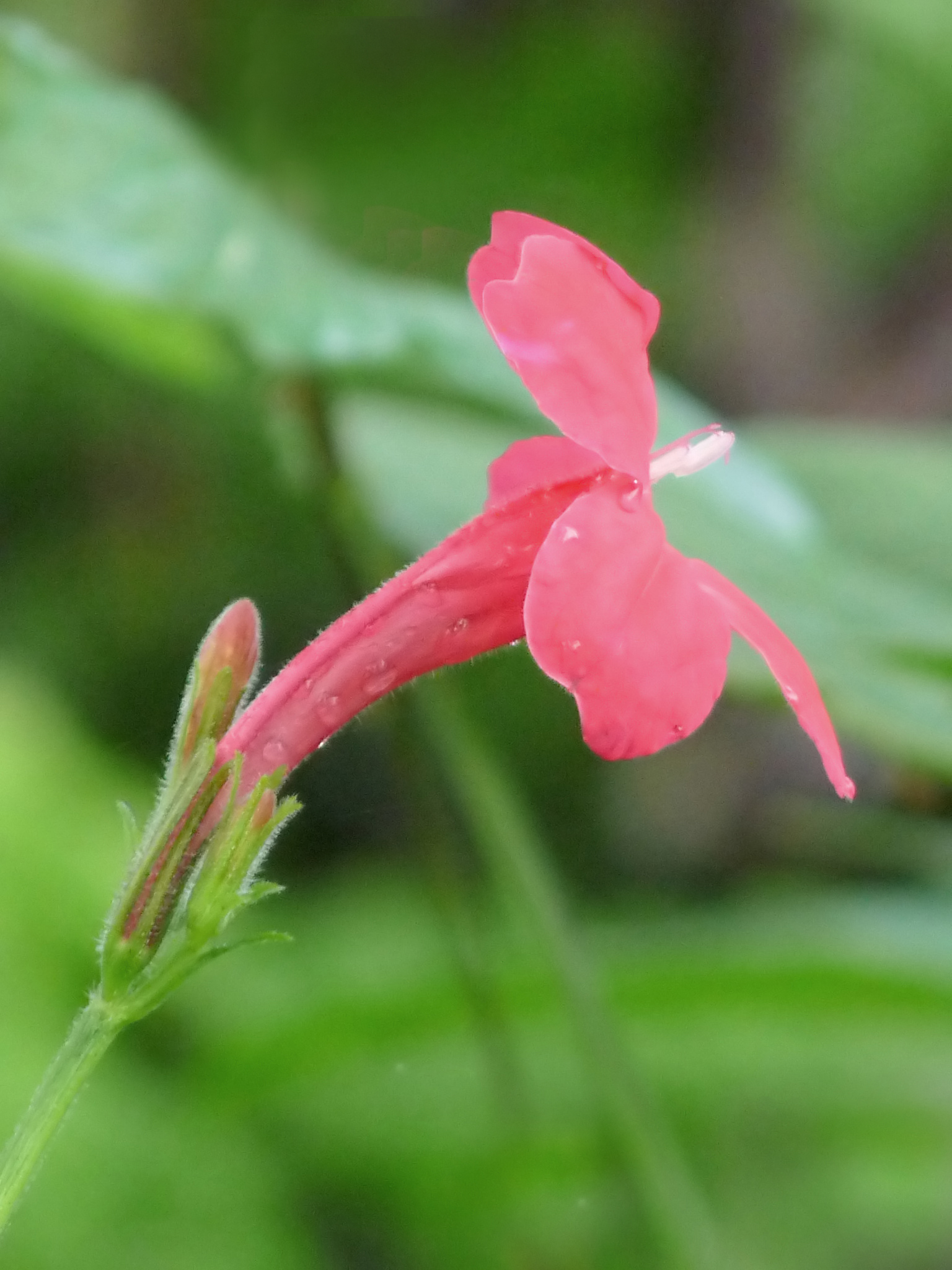